# ジョン・オリヴァ
ジョン・オリヴァ（Jon Oliva、1960年7月22日 - ）は、アメリカのボーカリスト、キーボーディスト（一部の作品ではギター、ベース、ドラムスも演奏）。ヘヴィメタルの分野で活動し、サヴァタージやジョン・オリヴァズ・ペインの中心人物かつリード・ボーカリストとして知られる。

## 来歴
ニューヨークのブロンクス区で誕生。オリヴァ一家はその後カリフォルニア州に移り、1976年にはフロリダ州に移った。1977年から1978年にかけて、メトロポリスというバンドでギターとキーボードを担当し、1978年にはメトロポリスのメンバーとして初のレコーディングを経験した。
その後、ジョンは実弟のクリス・オリヴァ等と共に、サヴァタージの前身バンドであるアヴァターを結成。なお、ジョンはごく初期のアヴァターではドラムスを叩きながら歌っており、その後ベースを弾きながら歌っていた時期もあったが、最終的にはスティーヴ・ワコルズ（ドラム）とキース・コリンズ（ベース）が加入してラインナップが固まる。そして、アヴァターはインディーズのPer Recordsからアルバムをリリースすることになるが、同名のバンドの存在が判明したため、サヴァタージと改名。サヴァタージは1983年にデビュー・アルバム『サイレンズ』を発表した。
アルバム『エッジ・オブ・ソーンズ』（1993年）では、新たにザッカリー・スティーヴンスをサヴァタージのリード・ボーカリストとして起用し、ジョンはプロデュース、作詞・作曲、キーボード演奏で参加した。以後、サヴァタージはアルバム『ウェイク・オブ・マゼラン』（1997年）までザッカリー・スティーヴンスがリード・ボーカルを担当する形となる（ただし、一部の楽曲ではジョンがボーカルを担当）。また、クリス・キャファリー（サヴァタージのセカンド・ギタリスト）やドラマーのジョン・オズボーンと共にドクター・ブッチャーというサイド・プロジェクトを立ち上げる。
1993年10月17日、実弟でありサヴァタージでの盟友でもあるクリス・オリヴァが交通事故で死去。ジョンは大きなショックを受けるが、クリスの思い出を生かし続けるためにも、サヴァタージを存続させることを決意した。1994年には、ドクター・ブッチャー名義のアルバム『ドクター・ブッチャー』を発表、ジョンは同作でボーカル、キーボード、ベースを担当している。
サヴァタージのアルバム『ハンドフル・オブ・レイン』（1994年）のレコーディングはジョン、アレックス・スコルニック、ザッカリー・スティーヴンスの3人だけで行われ、ジョンはキーボードだけでなくリズムギター、ベース、ドラムスも演奏した。
1996年からは、サヴァタージの多くの作品を手がけてきたプロデューサー、ポール・オニールを中心としたトランス・シベリアン・オーケストラにも参加する。2000年にザッカリー・スティーヴンスがサヴァタージを脱退すると、再びジョンがサヴァタージのリード・ボーカリストとなり、アルバム『ポエッツ・アンド・マッドメン』（2001年）は、サヴァタージのアルバムとしては10年振りに、ジョンが全面的に歌った。
2003年にはジョン・オリヴァズ・ペインを結成して、ジョンはリード・ボーカル、キーボード、ギターを担当。ジョン・オリヴァズ・ペインは2004年にファースト・アルバム『タージ・マハール』を発表した。その後のジョンは、ジョン・オリヴァズ・ペインおよびトランス・シベリアン・オーケストラとしての活動を中心としている。

## ディスコグラフィ

### ドクター・ブッチャー
- ドクター・ブッチャー - Doctor Butcher（1994年）
  - 2005年に新曲とデモ音源を含むボーナス・ディスク付きで再発された[4]。

### トランス・シベリアン・オーケストラ
- Christmas Eve and Other Stories（1996年）
- The Christmas Attic（1998年）
- Beethoven's Last Night（2000年）
- The Lost Christmas Eve（2004年）
- Night Castle（2009年）

### ジョン・オリヴァズ・ペイン
- タージ・マハール - 'Tage Mahal（2004年）
- マニアカル レンダリングス - Maniacal Renderings（2006年）
- グローバル・ウォーニング - Global Warning（2008年）
- Festival（2010年）

### ゲスト参加作品
- セヴン・ウィッチズ
  - エクサイルド・トゥ・インフィニティ・アンド・ワン - Xiled to Infinity and One（2002年）
- クリス・キャファリー
  - W.A.R.P.E.D.（2005年）
- トビアス・サメッツ・アヴァンタジア
  - エンジェル・オヴ・バビロン - Angel of Babylon（2010年）
- キャメロット
  - ポエトリー・フォー・ザ・ポイズンド - Poetry for the Poisoned（2010年）